# غريغ فاوست
غريغ فاوست (بالإنجليزية: Greg Fawcett)‏ هو ممثل أمريكي، ولد في 30 نوفمبر 1969 في منيابولس في الولايات المتحدة.

## وصلات خارجية
- غريغ فاوست على موقع IMDb (الإنجليزية)
- غريغ فاوست على موقع قاعدة بيانات الفيلم (الإنجليزية)